# Zhuozhou
Zhuozhou léase Zhuó-Zhóu (en chino simplificado, 涿州市; pinyin, Zhuōzhōu shì) es una municipio  bajo la administración directa de la ciudad-prefectura de Baoding. Se ubica en la provincia de Hebei, este de la República Popular China. Su área es de 742 km² y su población total para 2010 fue más de 600 mil habitantes.

## Administración
El municipio de Zhuozhou se divide en 14 pueblos que se administran en 3 subdistritos, 6 poblados y 5 villas.